# Айестаран, Пако
Франсиско Мартин Айестаран Барандиаран (исп. Francisco Martín Ayestarán Barandiarán, или Пако Айестаран исп. Pako Ayestarán; род. 5 февраля 1963, Беасайн, Страна Басков) — испанский футбольный тренер.

## Карьера
Айестаран родился в Беасайне, Гипускоа, и занимался в молодёжной команде «Реал Сосьедад». Окончив академию клуба, он не стал профессиональным футболистом и в возрасте 21 года переключился на тренерскую деятельность. Окончив институт физической культуры, работал тренером по физподготовке в нескольких командах, а также преподавал на тренерских курсах.
Один из студентов Айестарана, Хавьер Субильяга, в 1996 году был назначен спортивным директором клуба «Осасуне». Пригласив на должность главного тренера Рафаэля Бенитеса, Субильяга предложил ему взять ассистентом Айестарана, для которого это был первый опыт работы в профессиональном клубе. Бенитес и Айестаран сразу сработались, но достичь результата в «Осасуне» у них не получилось. Уже после девяти матчей Бенитес был уволен, а Пако остался в клубе, успев поработать ещё с тремя тренерами в течение одного сезона.
Пако оставался ассистентом Бенитеса на протяжении 11 лет, поработав с ним в «Эстремадуре», «Тенерифе», «Валенсии» и «Ливерпуле», с которым испанские специалисты добились высоких результатов. 1 сентября 2007 года Айестаран объявил о своём уходе из ливерпульской команды после более десяти лет работы с Бенитесом. Бенитес обвинил Айестарана в «предательстве», поскольку, Айестаран, по словам Рафаэля «контактировал с другими клубами за его спиной». В свою очередь Айестаран отверг обвинения, заявив, что Бенитес «изменил своим принципам».

## Достижения

### В качестве ассистента тренера
«Валенсия»
- Чемпион Испании (2): 2001/02, 2003/04
- Победитель Кубка УЕФА: 2003/04

«Ливерпуль»
- Победитель Лиги чемпионов УЕФА: 2004/05
- Обладатель Суперкубка УЕФА: 2005
- Обладатель Кубка Англии: 2005/06
- Обладатель Суперкубка Англии: 2006

«Бенфика»
- Обладатель Кубка португальской лиги: 2008/09

«Аль-Ахли» (Дубай)
- Обладатель Кубка лиги ОАЭ: 2011/12

### В качестве главного тренера
«Текос»
- Победитель Лиги Ассенсо Мексики: Клаусура 2014

«Маккаби Тель-Авив»
- Чемпион Израиля: 2014/15
- Обладатель Кубка Израиля: 2014/15
- Обладатель Тото-Кубка: 2014/15